# 사마의
사마의(司馬懿, 179년 ~ 251년 8월 5일)는 중국 후한, 삼국시대 조위의 정치가로 자는 중달(仲達), 하내군 온현(溫縣) 사람이다. 위나라의 군대를 이끌고 제갈량의 북벌을 방어했고, 공손연의 난, 왕릉의 난을 진압했다.
말년인 249년 고평릉 사변을 일으켜 조위의 실권을 장악하였다. 후에 손자 사마염이 칭제하자 고조 선황제(高祖 宣皇帝)로 추존되었다.

## 생애
사마의는 하내(河內) 온현(溫縣) 효경리(孝敬里) 사람이다. 아버지는 경조윤을 지낸 사마방으로, 사마의는 그의 둘째 아들이다. 형은 사마랑이며, 셋째 아우는 사마부이다. 사마의는 유년기 때부터 총명하여 대략(大略)을 지녔고, 식견이 넓었고 유학의 가르침을 가슴깊이 간직했다(伏膺儒教)고 한다. 후한 말 나라가 어지러워지자 늘 천하를 걱정하는 마음을 가지고 있었다. 최염은 사마랑에게 말하길, “당신의 동생(사마의)은 총명, 성실하고 결단력 있고 영특하니 그대보다 낫다”고 했다.

### 조조 휘하
201년에 사마의는 상계연(上計掾)으로 천거되었다. 조조가 사공이었을 때 사마의를 불렀으나 병을 핑계로 사양했다. 조조가 승상이 되었을 때 사마의를 다시 불렀는데 거절한다면 가두겠다는 엄포를 놓았고 사마의는 이를 두려워해 문학연에 취임했다. 조조의 아들 조비와 교제하여 황문시랑(黃門侍郎), 의랑(議郎), 승상 동조속(丞相 東曹屬), 그 뒤에는 주부(主簿)로 전임했다.
조조는 사마의가 마음 속에 큰 뜻을 품고 있음을 알아채고 그리 신임하지 않았다. 조조는 사마의가 낭고상(狼顧相)이란 소문을 듣고 사마의를 오게 하여 고개를 돌려보게 했는데, 몸을 움직이지 않고도 얼굴이 똑바로 뒤를 향했다. 또 조조는 세 마리의 말이 한 구유(槽:조씨의 曹와 음이 같다)에서 먹이를 먹는 꿈을 꾸어 이를 매우 언짢게 여겼다고 전해진다. 세 말은 훗날 위나라를 멸망의 길로 들게 하는 사마의, 사마사, 사마소를 뜻하는 것으로 해석된다. 조조는 조비에게 “사마의는 다른 사람의 신하가 될 사람이 아니다”라며 항상 경계할 것을 충고했다. 조비는 사마의와 평시 도움을 주고 받았었는데 조조의 말을 듣고 이 때문에 그를 멀리하였다. 사마의는 조조의 의심을 거두기 위해 하급 관리의 직무를 밤을 새며 보고 가축을 기르는 하찮은 일까지도 기꺼이 함으로써 조조를 안심시켰다.
조조가 한중의 장로를 굴복시켰을 때 사마의는 유엽과 함께 유비가 점령한 지 얼마 안 된 익주를 칠 것을 건의하였으나 받아들여지지 않았다. 결국 익주의 민심을 달래고 군을 정비한 유비가 한중을 점령하여 조조에게 큰 우환을 안겨다주었다. 우금과 방덕 등이 관우에게 대패하고 관우의 기세가 중원에까지 뻗치자, 조조는 하북으로의 천도를 검토했다. 이때 사마의는 장제와 함께 “천도한다면 적에게 약한 모습을 보이는 것이니 인근의 백성들이 크게 불안해 할 것입니다. 손권과 유비는 겉으론 친밀하나 안으로는 소원하니 손권을 달래 관우의 후방을 기습하면 번성의 포위는 자연히 풀릴 것입니다”라고 건의했고 조조는 이를 따랐다. 결국 손권은 여몽으로 하여금 형주를 쳤고 결국 관우를 참수 시켰다.

### 조비 휘하
위나라의 태자중서자가 되어 진군, 오질, 주삭과 함께 태자 조비의 신임을 받았다. 조비가 후한으로부터 선양받아 위나라의 황제가 되었을 때, 상서(尙書)로 임명되었다. 224년 무군대장군(撫軍大將軍) 가절(假節)로 전임되어 급사중(給事中)과 녹상서사(錄尙書事)의 벼슬이 더해졌다. 조비의 사마의에 대한 신뢰는 매우 두터웠는데 사마의에게 이르길, “짐이 동쪽에 있을 때는 그대가 서쪽을 맡고, 짐이 서쪽에 있을 때는 그대가 동쪽을 맡으시오”라고 했다. 조비가 죽을 때 사마의, 조진, 진군을 불렀고 황태자 조예에게 조서를 내려 말하길, “이 세 명의 신하와 틈이 생기더라도 결코 의심하지 말라”고 당부했다.

### 조예 휘하
조예가 황제가 된 후 무양후로 이봉되었고, 표기대장군이 되었으며, 태화 원년(227년)에는 독형예이주제군사를 겸했다. 맹달의 모반 의도가 노출되자, 서신을 보내 맹달을 안심시키는 한편 주둔지인 완에서 맹달이 있는 상용성까지 급히 행군하여 8일만에 도착하였고, 16일 만에 성중에 배반자가 생겨 성을 함락하고 맹달의 목을 서울로 보냈다.
태화 4년(230년), 사마의는 대장군에 임명되고 대도독, 가황월의 벼슬이 더해졌다. 그 해에 조진과 더불어 촉한을 공격했지만 별 성과를 거두지 못한 채 퇴각했다. 231년 제갈량이 천수를 공격했을 때 사마의는 조예의 명을 받아 장안에 주둔해 도독옹량이주제군사를 맡았다. 이후 역사상 유명한 제갈량과의 대결을 벌인다.
제갈량의 북벌은 227년부터 장장 7년 동안 6차례에 걸쳐 행해지는데, 1차 북벌을 제외하고는 모두 사마의가 나섰고 총지휘한 것은 2번이다. 첫 대결은 231년으로, 조진이 죽은 뒤 촉군의 약점이 식량 보급에 있음을 간파한 사마의가 지구책을 쓰고 그 전략이 효과를 발휘해 촉한군은 퇴각했다, 그러나 장합의 진언을 무시하고 추격했다가 장합을 잃었다.
234년, 제갈량은 장기전을 예상해 3년에 걸쳐 두 번째 대결을 준비하는데, 오장원으로 출진한 제갈량에 대해 사마의는 또다시 지구전을 펼쳤다. 제갈량은 부인용 머리 장식과 여러 장신구들을 사마의에게 보내며 비웃었지만 사마의는 도발임을 눈치채고 편승하지 않았고 오히려 가지고 온 사자에게 제갈량의 안부를 물었다. 이때 사마의는 수시로 촉한군의 진영을 염탐해 제갈량이 죽음에 임박해 있음을 깨달았다고 한다. 삼국지연의에서는 제갈량의 죽음을 안 사마의가 즉시 전군에 공격 명령을 내렸으나 제갈량의 목상을 보고 아직 살아있는 줄 착각하고 놀라 도망쳤다고 한다.
촉한군이 퇴각한 뒤 진영을 살펴본 사마의는 제갈량을 ‘천하의 귀재’라고 평가했다.
경초 2년(238년), 전년에 위나라에 반기를 들고 독립한 요동의 공손연이 토벌군 4만을 이끌고 출진했다. 연군이 요수에 의지하여 저항하자, 남쪽으로 도강하는 체 하고 실은 북쪽으로 도강하여 연의 수도 양평으로 향했다. 연군이 쫓아오자 이를 세 번 무찌르고, 양평성을 포위했다. 당시 큰 비가 내려 진영의 침수가 염려되었으나, 버티고 비가 그치자 포위망을 완성하여 맹공격을 퍼부어 결국 성을 함락시키고, 15세 이상의 남자 7천 명을 죽여 경관을 세우고 연나라의 관원과 장수 등 2천여 명을 주살했다.

### 정권 탈취
후일 사마의는 그 아들들과 함께 위나라의 실권자인 조상 형제에 대항하여 고평릉의 변을 일으켜 성공하였다. 이로써 사마씨 가문은 위나라의 조씨 정권을 탈취하여 허수아비로 만들고 그 손자 사마염이 선양을 받아 국호를 진으로 고쳤다. 그 이후 사마의는 오래전부터 앓아온 질병을 앓다가 결국 죽고 만다. 진 제국 성립 후 사마염은 사마의에게 선황제의 시호를 올렸다.

## 평가
당 태종 이세민은 진서에서 사마의를 친히 평가하길, 탁월한 재능으로 문(文)으로 다스리고 무(武)로써 위세를 떨쳤고 깊은 정과 헤아림을 평가하면서도, 군사에 있어 수비만 한 것은 장수의 도를 그르쳤다고 비판하였다. 또한 후사를 부탁한 위 명제 조예의 능의 흙이 마르기도 전에 정변을 일으킨 것은 충정한 신하의 길이 아니라고 비판하였다.
동진의 명제는 얼굴을 묻으며 진나라를 창업한 선조들이 정변같은 속임수로 공을 이룬 것을 수치스러워 하였다고 한다.
후조를 세운 석륵은 조조와 사마의를 한데 묶어 평가하길, 조조나 사마의 부자처럼 남의 고아나 과부를 속이며 잔꾀를 부리고 온갖 아첨을 일삼으며 천하를 빼앗는 일은 자신은 결코 하지 않을 것이라고 하였다.
배잠론(裴潛論)에서 사마의는 농지개발과 인사권에 특화된 인물로 표현되어 있으며 감찰, 인사권을 쥐고 있는 정치적 요직으로 등애를 비롯한 수많은 인물들이 사마의의 추천을 받아 활동했다고 기록되어 있다.

## 사마의의 가족 관계
- 조부 : 사마준(영천부군)
  - 부 : 사마방(경조부군)
    - 형 : 사마랑
    - 부인 : 장춘화(선목황후 장씨)
      - 아들 : 사마사(세종 경황제)
      - 며느리 : 하후휘(경회황후 하후씨)
      - 며느리 : 양휘유(경헌황후 양씨)
      - 아들 : 사마소(태조 문황제)
      - 며느리 : 왕원희(문명황후 왕씨)
      - 아들 : 평원왕 사마간
      - 딸 : 남양공주

    - 첩 : 복부인
      - 아들 : 여남문성왕 사마량
      - 아들 : 낭야무왕 사마주
      - 아들 : 청혜정후 사마경
      - 아들 : 부풍무왕 사마준(司馬駿)

    - 첩 : 장부인 (첩)
      - 아들 : 양효왕 사마융

    - 첩 : 백부인 (첩)
      - 아들 : 조왕 사마륜

    - 첩 : ?
      - 딸 : 고륙공주 (차녀, 두예의 아내)

    - 동생 : 사마부
    - 동생 : 사마욱
    - 동생 : 사마규
    - 동생 : 사마순
    - 동생 : 사마진
    - 동생 : 사마통
    - 동생 : 사마민

## 같이 보기
- 삼국지 인물 목록

## 참고 자료
- 진서 선제기
- 삼국지